# آرثر غولدستاين
آرثر غولدستاين (بالألمانية: Arthur Goldstein)‏ هو صحفي ألماني، ولد في 18 مارس 1887 في Lipiny (Świętochłowice) ‏ في بولندا، وتوفي في 1943 في معسكر إبادة.